# Mo Charlo
Dennard Maurice Charlo, detto Mo (Eureka, 22 luglio 1983), è un ex cestista statunitense, professionista nella NBDL e in Europa.

## Carriera
Ha segnato 7 punti e catturato 4 rimbalzi in 19 minuti di azione partendo dalla panchina nell'All Star Game NBDL del 2014.

## Palmarès
- All-NBDL All-Defensive First Team (2014)
- NBDL All Star (2014)